# Сім Ин Кьон
Сім Ин Кьон (кор. 심은경) — південнокорейська акторка.

## Біографія
Сім Ин Кьон народилася 31 травня 1994 року в південнокорейському місті Каннин що знаходиться на узбережжі Східного моря. Свою акторську кар'єру вона розпочала у 2004 році зі зйомок у серіалі «Жінка яка хоче заміж», на той час їй ще не виповнилося і 10 років. У наступні декілька років як дитина-актор вона зіграла численні ролі у телесеріалах, та зіграла другорядні ролі у декількох фільмах. Перехід до більш дорослих ролей стався у 2011 році коли молода акторка отримала одну з головних ролей у фільмі «Сонячний день», що став одним з найуспішніших фільмів року у Кореї. Проривним в акторській кар'єрі Ин Кьон став 2014 рік коли вона зіграла головну роль у комедійному фільмі «Міс бабуся». Вдало викона роль сімдесятирічної жінки яка дивом повертає собі тіло двадцятирічної дівчини, дуже сподобалася глядачам та критикам та принесла акторці численні нагороди кінофестивалів.
Її наступна роль, у серіалі «Naeil's Cantabile» що є корейською адаптацією японської манги «Nodame Cantabile», стала для акторки провальною. Незважаючи на те що головні ролі у серіалі разом з Ин Кьон грали одні з найпопулярніших акторів Кореї Пак Бо Гом та Чу Вон, серіал набрав низькі рейтинги. Глядачам не сподобався незвично низький рівень акторської роботи Ин Кьон, за що її піддавали критиці як глядачі так і професійні критики. Після провалу серіалу акторка зосередилася на грі у кіно та не зіграла жодної ролі на телебаченні.
У 2016 році акторка зіграла головну роль у трилері «Чекаю вас», та озвучувала головного персонажа анімаційного фільму «Станція Сеул». У наступному році Ин Кьон зіграла головну жіночу роль у екшн-трилері «Маніпулююче місто», у січні 2018 року вийшов на екрани супергеройський фільм «Психокінез» головну жіночу роль в якому також зіграла Ин Кьон.

## Фільмографія

### Телевізійні серіали
| Рік  | Назва                         | Роль                | Мережа |
| ---- | ----------------------------- | ------------------- | ------ |
| 2004 | «Жінка яка хоче заміж»        | юна Лі Шинйон       | MBC    |
| 2004 | «Чан Гіль Сан»                | юна Бонсун          | SBS    |
| 2004 | «Солодкі булочки»             | юна Хан Каран       | MBC    |
| 2004 | «Володар морів»               | учениця леді Чонхви | KBS2   |
| 2005 | «Літній тайфун»               | юна Кан Сомін       | SBS    |
| 2005 | «Живі гобліни» (міська драма) | Чівон               | KBS2   |
| 2005 | «Я люблю тебе, мій ворог»     | Кім Гарам           | SBS    |
| 2005 | «Коханці у Празі»             | студентка           | SBS    |
| 2006 | «641 родина»                  | Чін Дальре          | KBS2   |
| 2006 | «Весняний вальс»              | юна Сон Їна         | KBS2   |
| 2006 | «Кот Нім Ї» (міська драма)    | Кот Нім Ї           | KBS2   |
| 2006 | «Хван Чіні»                   | юна Хван Чіні       | KBS2   |
| 2007 | «Легенда»                     | юна Су Чіні         | MBC    |
| 2008 | «Жінки Сонця»                 | юна Шин Дойон       | KBS2   |
| 2009 | «Кьонсук та її батько»        | Чо Кьонсук          | KBS2   |
| 2009 | «Техї, Хьокьо, Чіхьон»        | Сім Инкьон          | MBC    |
| 2010 | «Великий купець»              | юна Кім Мандок      | KBS1   |
| 2010 | «Поганий хлопець»             | Мун Вон'ін          | SBS    |
| 2014 | «Naeil's Cantabile»           | Соль Неїль          | KBS2   |

### Фільми
| Рік  | Назва                                         | Роль                                |
| ---- | --------------------------------------------- | ----------------------------------- |
| 2004 | «Томас Ан Чун Гин»                            | донька Ан Чун Гина                  |
| 2007 | «Гансель і Гретен»                            | Кім Йонхї                           |
| 2009 | «Жива смерть»                                 | Суджін                              |
| 2010 | «Щасливі вбивці»                              | Кім Харін                           |
| 2010 | «Скандал на вікторині»                        | Кім Йона                            |
| 2010 | «Ніч на Землі» (короткометражний фільм)       |                                     |
| 2011 | «Earth Rep Rolling Stars» (анімаційний фільм) | Суджі (голос)                       |
| 2011 | «Сонячний день»                               | юна Ім Намі                         |
| 2011 | Романтичний Рай                               | юна Кім Бунї                        |
| 2012 | «Маскарад»                                    | Саволь                              |
| 2014 | «Міс бабуся»                                  | О Дурі                              |
| 2016 | «Сорі: Голос із серця»                        | Сорі (голос)                        |
| 2016 | «Чекаю вас»                                   | Хїджу                               |
| 2016 | «Потяг до Пусана»                             | дівчина що біжить від зомбі (камео) |
| 2016 | «Станція Сеул» (анімаційний фільм)            | донька (голос)                      |
| 2016 | «Королева ходьби»                             | Манбок                              |
| 2017 | «Маніпулююче місто»                           | Йовуль                              |
| 2017 | «Мер»                                         | Пак Кьонг                           |
| 2018 | «Психокінез»                                  | Румі                                |
| 2018 | «Принцеса та сваха»                           | принцеса Сонхва                     |

## Нагороди
| Рік  | Нагорода                                            | Категорія                                      | Робота                   | Результат | Примітки |
| ---- | --------------------------------------------------- | ---------------------------------------------- | ------------------------ | --------- | -------- |
| 2006 | 20-та Премія KBS драма                              | Краща юна акторка                              | «Хван Чіні», «Кот Нім Ї» | Перемога  | [ 10 ]   |
| 2008 | 22-га Премія KBS драма                              | Краща юна акторка                              | «Жінки Сонця»            | Перемога  |          |
| 2009 | 23-тя Премія KBS драма                              | Краща юна акторка                              | «Кьонсук та її батько»   | Номінація |          |
| 2010 | 47-ма Премія Grand Bell                             | Краща нова акторка                             | «Щасливі вбивці»         | Номінація |          |
| 2010 | 31-ша Кінопремія Блакитний дракон                   | Краща нова акторка                             | «Скандал на вікторині»   | Номінація |          |
| 2011 | 47-ма Премія Пексан                                 | Краща нова кіноакторка                         | «Щасливі вбивці»         | Номінація |          |
| 2011 | 48-ма Премія Grand Bell                             | Краща акторка другого плану                    | «Романтичне небо»        | Перемога  | [ 11 ]   |
| 2012 | 48-ма Премія Пексан                                 | Краща кіноакторка                              | «Сонячний день»          | Номінація |          |
| 2014 | 19-та Премія мистецького кіно Chunsa                | Краща акторка                                  | «Міс бабуся»             | Перемога  | [ 12 ]   |
| 2014 | 50-та Премія Пексан                                 | Краща кіноакторка                              | «Міс бабуся»             | Перемога  | [ 13 ]   |
| 2014 | 18-й Міжнародний фестиваль фантастики у Пучхоні     | Нагорода Фантазія                              | Н/Д                      | Перемога  | [ 14 ]   |
| 2014 | 14-та Режисерська премія                            | Краща акторка                                  | «Міс бабуся»             | Перемога  |          |
| 2014 | 10-й Міжнародний фестиваль музики та кіно у Чечхоні | Краща акторка музичного фільму                 | «Міс бабуся»             | Перемога  | [ 15 ]   |
| 2014 | 23-тя Кінопремія Buil                               | Краща акторка                                  | «Міс бабуся»             | Перемога  | [ 16 ]   |
| 2014 | 51-ша Премія Grand Bell                             | Краща акторка                                  | «Міс бабуся»             | Номінація |          |
| 2014 | 35-та Кінопремія Блакитний дракон                   | Краща акторка                                  | «Міс бабуся»             | Номінація |          |
| 2014 | 1-ша Премія Корейської асоціації кінопродюсерів     | Краща акторка                                  | «Міс бабуся»             | Перемога  |          |
| 2014 | 28-ма Премія KBS драма                              | Нагорода за майстерність (акторки мінісеріалу) | «Naeil's Cantabile»      | Номінація |          |
| 2015 | 10-та Премія Max Movie                              | Краща акторка                                  | «Міс бабуся»             | Номінація |          |
| 2015 | 10-та Премія Max Movie                              | Краща акторка другого плану                    | «Міс бабуся»             | Номінація |          |
| 2016 | 53-тя Премія Grand Bell                             | Краща акторка                                  | «Чекаю вас»              | Номінація |          |